# Герольд Гроссвальсертальский
Герольд Гроссвальсертальский (нем. Gerold von Großwalsertal; ок. 900, Реция — 978, Фризун (нем. Frisun), современный Санкт-Герольд в Гросс-Вальзерталь в Форарльберге (Австрия) — христианский святой, отшельник.

## Биография
Имея благородное (герцогское) происхождение (предположительно Саксония ,Германия), покидает жену и детей и селится как отшельник во Фризуне. Впоследствии, получает в дар от графа Отто Ягдбергского значительный участок для проживания и постройки пустыни. А затем, в 970 году передаривает землю с постройками близлежащему монастырю Айнзидельн.
В 1662 году гроб святого Герольда был вскрыт и мощи перенесены в Айнзидельн, но в 1663 году они были возвращены во Фризун, где находятся в монастыре Святого Герольда (Benediktinerpropstei Sankt Gerold) до сих пор. Повторно мощи были обретены в 1965—1966 годах.
Дни памяти: католический 19 апреля, православный 2 мая (по благословению Феофана, архиепископа Берлинского и Германского (РПЦ МП), Герольд Гроссвальсертальский почитается как местночтимый православный святой).

## Атрибуты
Святой Герольд обычно изображается молящимся в огромном дупле дерева, а рядом с ним - осёл.